# Luitpoldstraße 3 (Weißenburg)
Das Haus Luitpoldstraße 3, auch Goldener Löwe genannt, ist ein Baudenkmal in der denkmalgeschützten Altstadt von Weißenburg in Bayern.  Das Gebäude ist unter der Denkmalnummer D-5-77-177-235 als Baudenkmal in die Bayerische Denkmalliste eingetragen.
Das Bauwerk steht am westlichen Ende der Luitpoldstraße umrahmt von weiteren Baudenkmälern und unweit des Alten Rathauses auf einer Höhe von 424 Metern über NHN.
Das Gebäude wurde 1778 in der heutigen Form errichtet. Das dreigeschossige, im Erdgeschoss massive Gebäude hat einen Schweifgiebel mit Satteldach. Die Fassade ist aus dem Spätbarock; einige Mauern sind spätmittelalterlich. Die Mauern werden durch Naturstein gegliedert. Das Gebäude hat eine Vortreppe. Im Erdgeschoss befindet sich die Kapelle, der älteste architektonisch gestaltete Innenraum Weißenburgs. In diesem Raum befindet sich ein Kreuzgewölbe aus dem 13. Jahrhundert. Bis 1990 befand sich im Gebäude eine der ältesten Brauereien und Gaststätten Weißenburgs, die Löwenbrauerei.

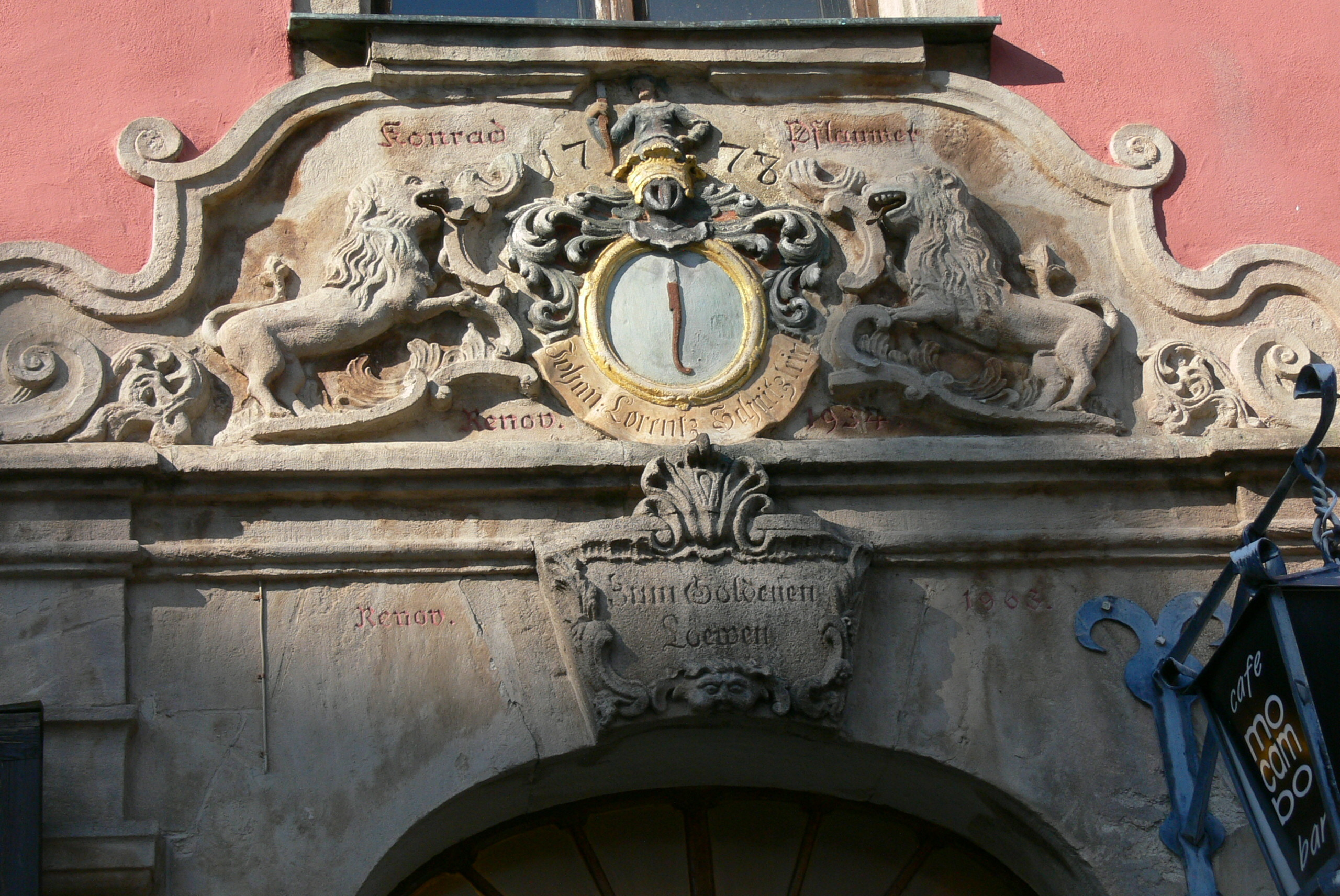
Wappen über dem Hauptportal
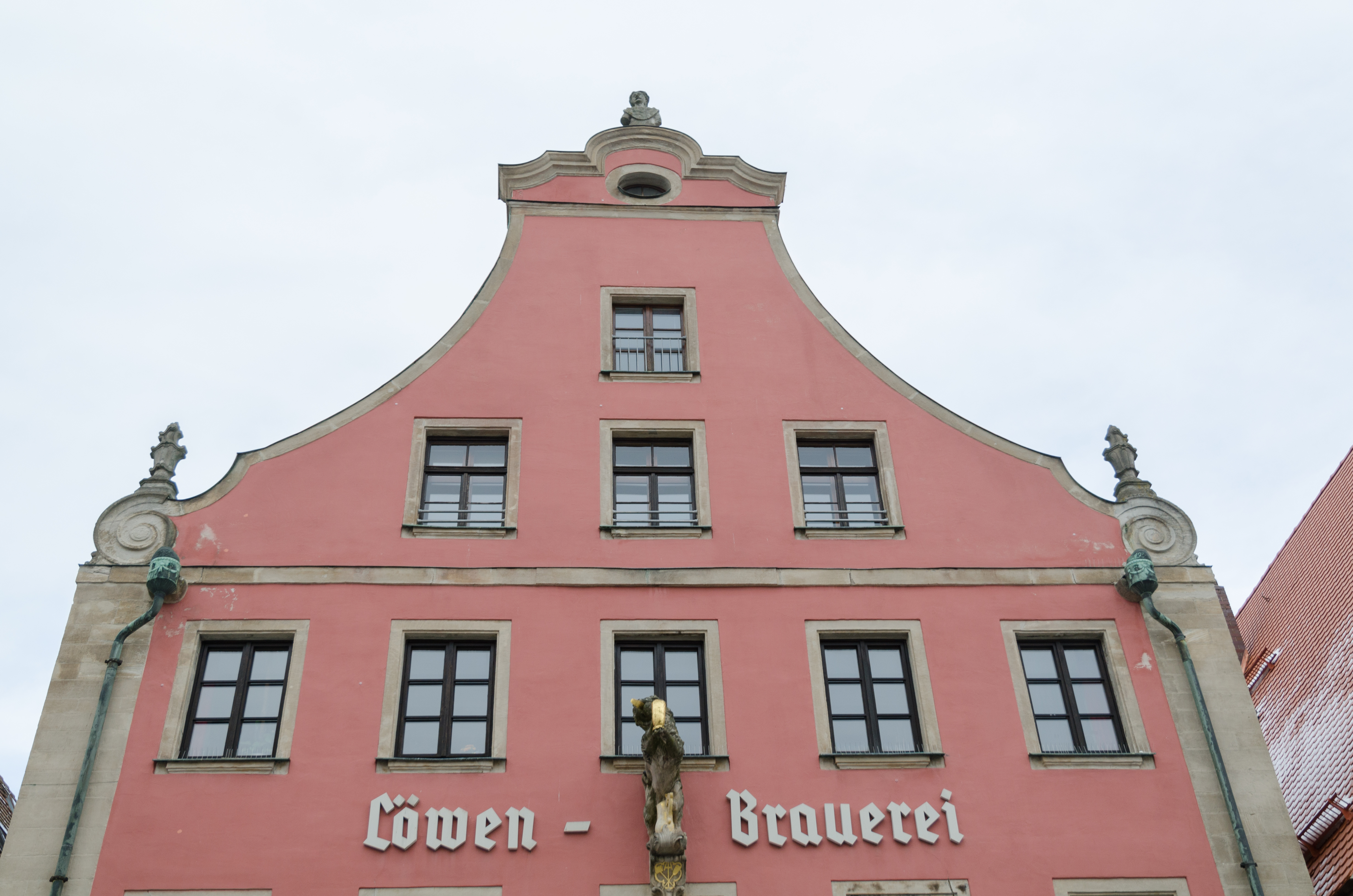
Schweifgiebel
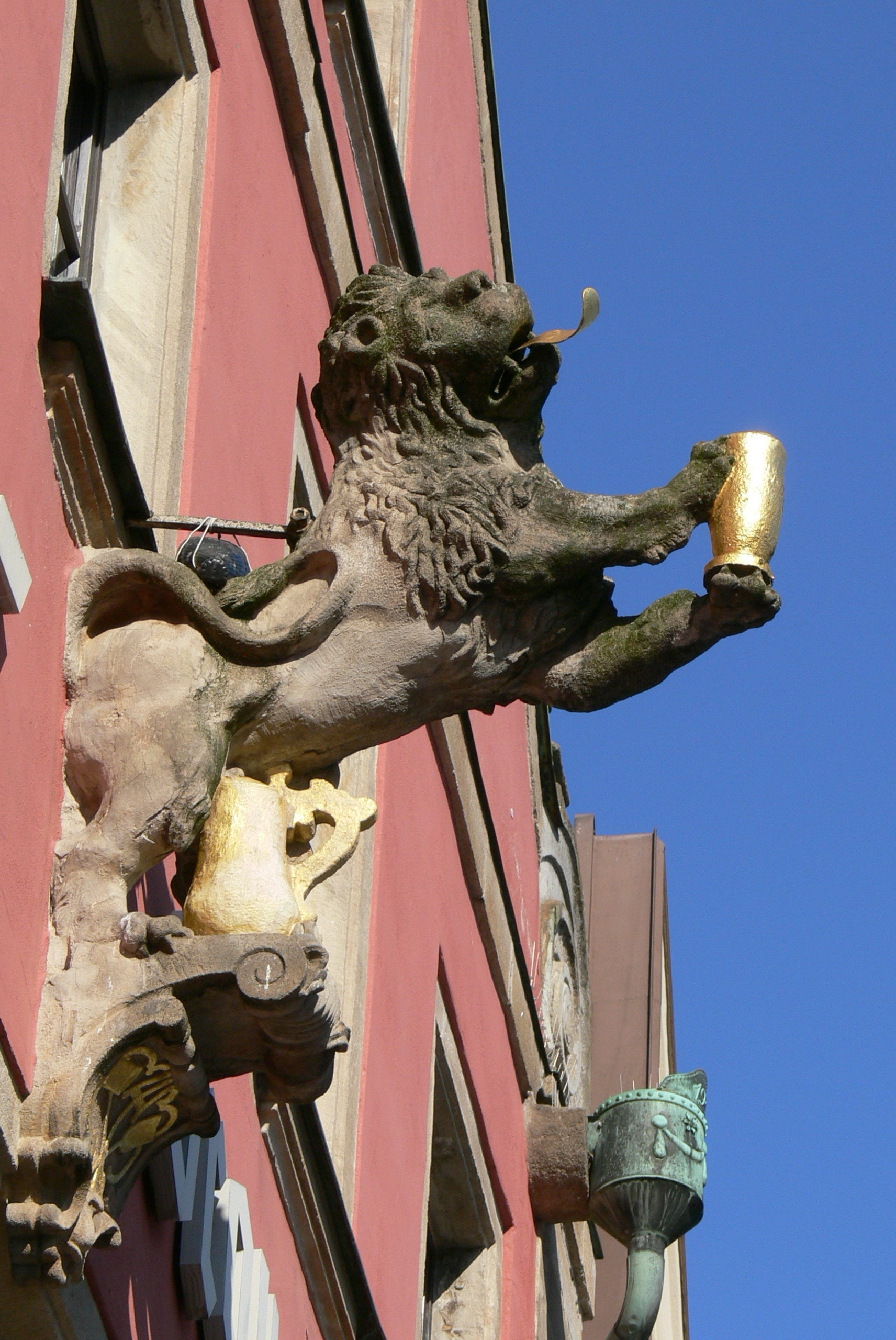
Löwe als Hauszeichen